# AMD Instinct
AMD Instinct és la marca d'AMD de GPU de centres de dades. Va substituir la marca FirePro S d'AMD el 2016. En comparació amb la marca Radeon de productes per a consumidors i jugadors, la línia de productes Instinct està pensada per accelerar l'aprenentatge profund, la xarxa neuronal artificial i les aplicacions informàtiques/GPGPU d'alt rendiment.
La línia de productes AMD Instinct competeix directament amb Tesla de Nvidia i les línies de GPU Xeon Phi i Data Center d'Intel d'aprenentatge automàtic i targetes GPGPU.
La marca era coneguda originalment com AMD Radeon Instinct, però AMD va abandonar la marca Radeon del nom abans que AMD Instinct MI100 es presentés el novembre de 2020.
El juny de 2022, els superordinadors basats en les CPU Epyc d'AMD i les GPU Instinct van prendre el lideratge de la llista Green500 dels superordinadors més eficients amb més d'un 50% d'avantatge sobre qualsevol altre i van ocupar els primers 4 llocs. Un d'ells, el Frontier basat en AMD, és des del juny de 2022 i a partir del 2023 el superordinador més ràpid del món a la llista TOP500.

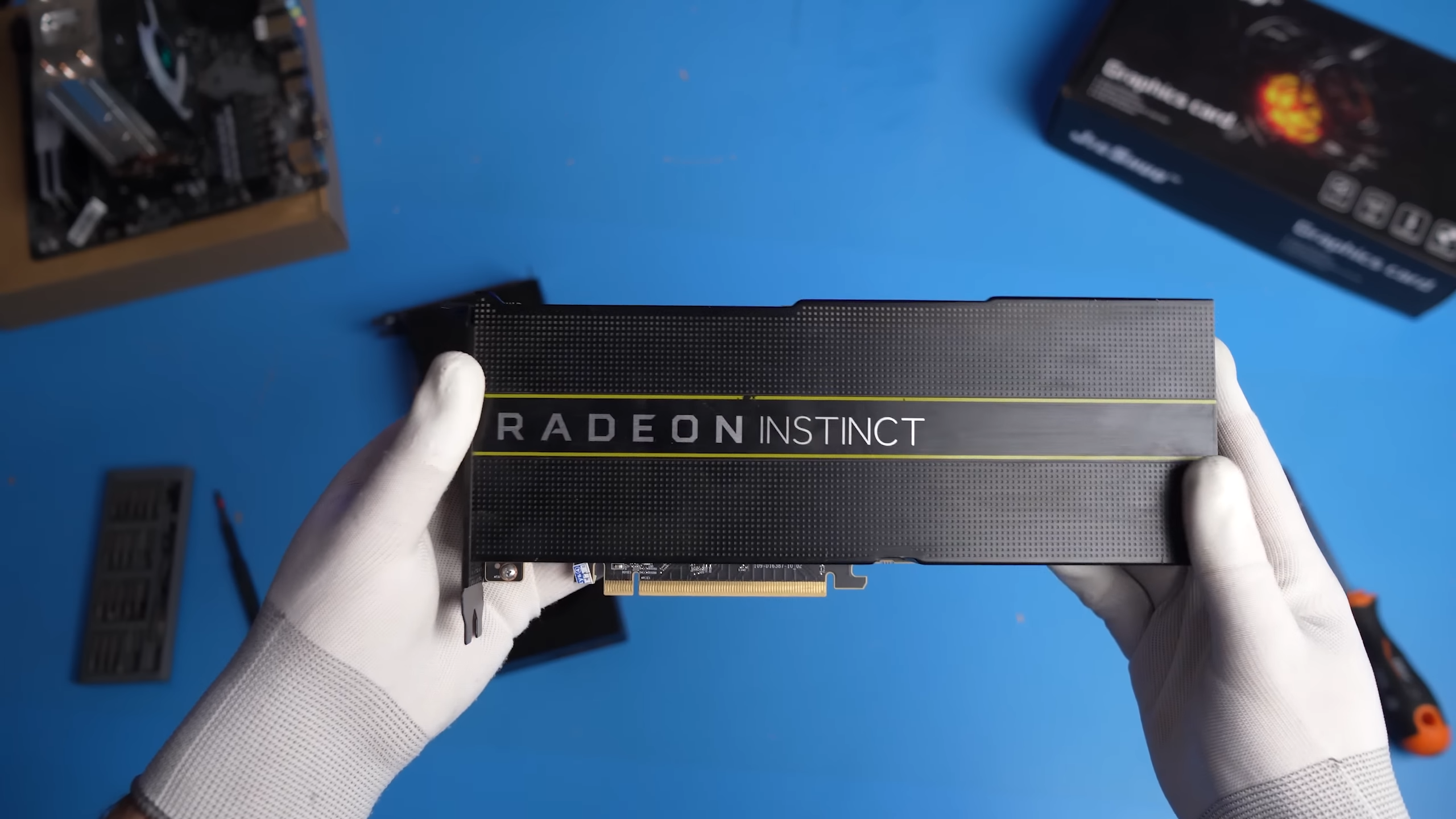
Vista superior d'una targeta AMD Radeon Instinct MI50.

## Productes
Els tres productes Radeon Instinct inicials es van anunciar el 12 de desembre de 2016 i es van llançar el 20 de juny de 2017, cadascun basat en una arquitectura diferent.

### MI6
L'MI6 és una targeta basada en Polaris 10 amb refrigeració passiva amb 16 GB de memòria GDDR5 i amb un TDP <150 W.  A 5,7 TFLOPS (FP16 i FP32), s'espera que l'MI6 s'utilitzi principalment per a la inferència, més que per a l'entrenament de la xarxa neuronal. El MI6 té un rendiment de càlcul de doble precisió màxim (FP64) de 358 GFLOPS.

### MI8
L'MI8 és una targeta basada en Fiji, anàloga a la R9 Nano, té un TDP <175W. El MI8 té 4 GB de memòria d' ample de banda alt. A 8,2 TFLOPS (FP16 i FP32), el MI8 està marcat cap a la inferència. El MI8 té un rendiment de càlcul de doble precisió màxim (FP64) de 512 GFLOPS.

### MI25
El MI25 és una targeta basada en Vega, que utilitza memòria HBM2. S'espera que el rendiment del MI25 sigui de 12,3 TFLOPS utilitzant números FP32. A diferència del MI6 i MI8, el MI25 és capaç d'augmentar el rendiment quan s'utilitza números de precisió més baixa i, per tant, s'espera que arribi als 24,6 TFLOPS quan s'utilitzen números FP16. El MI25 té una classificació <300W TDP amb refrigeració passiva. El MI25 també proporciona una doble precisió màxima de 768 GFLOPS (FP64) a una velocitat d'1/16.

### Sèrie MI300
Els MI300A i MI300X són acceleradors de centres de dades que utilitzen l'arquitectura CDNA 3, que està optimitzada per a càrregues de treball de computació d'alt rendiment (HPC) i intel·ligència artificial generativa (IA). L'arquitectura CDNA 3 presenta un disseny de chiplet escalable que aprofita les tecnologies d'envasament avançades de TSMC, com ara CoWoS (xip-on-wafer-on-substrate) i InFO (fan-out integrat), per combinar múltiples chiplets en un sol interposador. Els chiplets estan interconnectats per Infinity Fabric d'AMD, que permet la transferència de dades d'alta velocitat i baixa latència entre els chiplets i el sistema amfitrió.

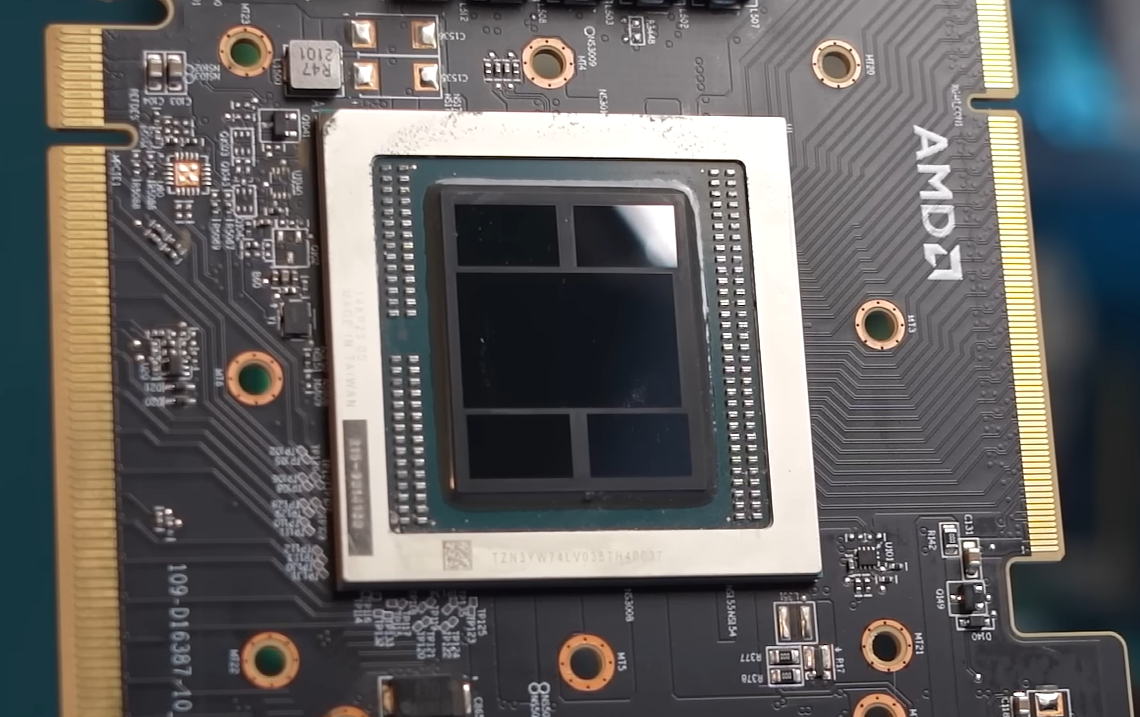
La GPU Vega 20 a l'Instinct MI50